# 渡辺淳 (音響監督)
渡辺淳（わたなべ じゅん、1964年1月27日 - ）は、日本の音響監督。

## 人物
かつて松浦典良の音響会社「現 GEN」に所属していた。脚本家・ライトノベル作家の渡辺麻実は実姉。
アニメイトフィルム制作のOVA作品を多く手がけてきた事がある。近年では主にHALF H・P STUDIOやダックスプロダクションと組むことが多い。

## 参加作品
※特記がない限り全て音響監督。

### テレビアニメ
1987年
- げらげらブース物語 ※松浦典良と共同

1994年
- メタルファイター・MIKU

1995年
- モジャ公

1998年
- ああっ女神さまっ 小っちゃいって事は便利だねっ
- 万能文化猫娘
- 世界は摩訶不思議
- ももいろシスターズ

1999年
- 鋼鉄天使くるみ
- To Heart

2000年
- 銀装騎攻オーディアン

2001年
- オフサイド
- 鋼鉄天使くるみ2式
- こみっくパーティー
- フィギュア17 つばさ&ヒカル

2002年
- 朝霧の巫女
- PIANO

2003年
- コロッケ!
- セイント・ビースト 〜聖獣降臨編〜
- 天使のしっぽ Chu!
- FIRESTORM

2004年
- せんせいのお時間
- DAN DOH!!
- モンキーターン
- モンキーターンV

2005年
- あかほり外道アワーらぶげ
- 強殖装甲ガイバー
- 好きなものは好きだからしょうがない!!
- MÄR -メルヘヴン- 

2006年
- パンプキン・シザーズ
- 魔界戦記ディスガイア
- 流星のロックマン
- ロックマンエグゼBEAST+

2007年
- セイント・ビースト 〜光陰叙事詩天使譚〜
- ハヤテのごとく!
- ドージンワーク
- 流星のロックマン トライブ

2008年
- 君が主で執事が俺で
- ペンギンの問題

2009年
- ハヤテのごとく!!
- ミラクル☆トレイン〜大江戸線へようこそ〜

2010年
- バクマン。
- ペンギンの問題Max

2011年
- バクマン。2
- ペンギンの問題DX?

2012年
- バクマン。3
- ペンギンの問題POW
- めだかボックス
- めだかボックス アブノーマル

2013年
- 犬とハサミは使いよう
- 殺し屋さん
- ステラ女学院高等科C3部
- LINE OFFLINE サラリーマン
- LINE TOWN

2014年
- 異能バトルは日常系のなかで
- テンカイナイト※第27話から担当

2015年
- ピカイア!

2017年
- 南鎌倉高校女子自転車部
- リトルウィッチアカデミア
- ピカイア!!
- ナナマル サンバツ

2019年
- 本好きの下剋上 司書になるためには手段を選んでいられません

2021年
- 古見さんは、コミュ症です。

2023年
- おかしな転生

2025年
- 白豚貴族ですが前世の記憶が生えたのでひよこな弟育てます

### OVA
1986年
- アイ・シティ（音響助手）
- ウォナビーズ（音響監督補）
- カリフォルニア・クライシス 追撃の銃火（音響助手）
- トゥインクルハート 銀河系までとどかない
- 那由他（音響助手）

1987年
- エルフ・17（音響監督補）
- TWD EXPRESS ROLLING TAKEOFF（音響監督補佐）
- マップス 伝説のさまよえる星人たち（音響監督補）

1988年
- 恐怖のバイオ人間 最終教師（音響監督補）

1989年
- ガデュリン（音響監督補）
- レア・ガルフォース（音響監督補）
- 強殖装甲ガイバー（第1期）
- クレオパトラD.C.
- 超獣機神ダンクーガ 白熱の終章（音響制作担当）
- 風魔の小次郎（7話以降。1-6話まで音響監督補）
- 妖魔（音響監督補）

1990年
- 1+2=パラダイス

1991年
- 乙姫CONNECTION
- 硬派銀次郎
- 魔獣戦士ルナ・ヴァルガー

1992年
- イース 天空の神殿〜アドル・クリスティンの冒険〜
- JOKER マージナル・シティ
- 東京BABYLON
- HUMANE SOCIETY 〜人類愛に満ちた社会〜
- 万能文化猫娘

1993年
- アル・カラルの遺産
- 砂の薔薇 雪の黙示録
- Rance〜砂漠のガーディアン〜
- 流星機ガクセイバー

1994年
- Compiler
- BOUNTY DOG/月面のイブ

1995年
- 銀河お嬢様伝説ユナ〜哀しみのセイレーン〜

1996年
- 銀河お嬢様伝説ユナ〜深闇のフェアリィ〜

1997年
- でたとこプリンセス

1998年
- 万能文化猫娘DASH!

1999年
- グラビテーション（録音演出）
- シーバス1-2-3
- 卒業M〜オレ達のカーニバル〜
- 超神姫ダンガイザー3

2001年
- 鋼鉄天使くるみ零
- Hi・Me・Go・To ※18禁

2002年
- 黒姫 -桎梏の館-※18禁
- 私立荒磯高等学校生徒会執行部
- ふたりエッチ

2003年
- アーリーレインズ
- みずいろ（全年齢版）

2009年
- 異世界の聖機師物語
- ハヤテのごとく!! アツがナツいぜ 水着編!

### 劇場アニメ
1986年
- ウインダリア（音響助手）

1989年
- ウルトラマンUSA（音響監督補）

2013年
- リトル ウィッチ アカデミア

### Webアニメ
2007年
- ケータイ少女

2012年
- 今日のあすかショー

### ゲーム
1994年
- ポリスノーツ (録音監督)

1998年
- メタルギアソリッド（録音監督）

2001年
- メタルギアソリッド2（音声録音ディレクター）

2004年
- メタルギアソリッド3（録音演出）

2006年
- メタルギアソリッド ポータブル・オプス（録音演出）

2011年
- 無双OROCHI 2（音声収録監督）